# Vall de Cardó
La vall de Cardó és una vall que es troba a la serra de Cardó, massís de Cardó. És accessible des de Rasquera (Ribera d'Ebre) per la carretera TV-3021.

## Descripció
És una vall abrupta oberta vers el nord-oest i continuada per la vallada de Costumà, drenada pel barranc de Cardó, afluent, per l'esquerra, de l'Ebre, poc abans de Benifallet.
Aquesta vall és un indret d'una gran bellesa paisatgística. Vorejada de muntanyes d'aspecte feréstec, és un lloc valorat en altres temps per la seva tranquil·litat, on es troba l'antic convent de Sant Hilari de Cardó o desert de Cardó. En aquest lloc, es combinava la vida monàstica comunitària al gran monestir, i l'eremítica en diversos ermitoris, edificis menuts situats damunt de penyals gairebé inaccessibles. El monestir es va transformar posteriorment en el balneari de Cardó, que també es va abandonar. Actualment, es troba tancat el pas a l'antic monestir i balneari, on hi ha unes obres interrompudes, amb grues i càrregues de ciment espaiades a la zona.
Cal destacar un petit ermitori solitari abandonat, part de l'antic complex monàstic, situat damunt d'un penyal no gaire lluny del monestir. També hi ha una fàbrica d'embotellatge d'aigua.
Actualment, la vall forma part d'una zona visitada pels excursionistes.